# Lindernia angustifolia
Lindernia angustifolia é uma espécie botânica do gênero Lindernia pertencente à família Linderniaceae.